# Augustine Williams
Augustine Williams (Freetown, 3 agosto 1997) è un calciatore sierraleonese, attaccante dei Pittsburgh Riverhounds e della nazionale sierraleonese.

## Carriera

### Club
Il 3 agosto 2016 si è accasato alla seconda squadra dei Portland Timbers che milita nella United Soccer League.
Dopo due stagioni a Portland, il 28 gennaio 2019 si è trasferito ai LA Galaxy II.
Il 30 aprile 2021 è stato inserito nella rosa della prima squadra in MLS.

### Nazionale
Il 15 giugno 2021 ha esordito con la nazionale sierraleonese giocando l'incontro vinto 1-0 contro il Benin, valido per le qualificazioni alla Coppa delle nazioni africane 2021; successivamente è stato convocato per la Coppa delle nazioni africane 2021.

## Statistiche

### Presenze e reti nei club
Statistiche aggiornate al 21 dicembre 2021.
| Stagione                  | Squadra                   | Campionato                | Campionato | Campionato | Coppe nazionali | Coppe nazionali | Coppe nazionali | Coppe continentali | Coppe continentali | Coppe continentali | Altre coppe | Altre coppe | Altre coppe | Totale | Totale |
| Stagione                  | Squadra                   | Comp                      | Pres       | Reti       | Comp            | Pres            | Reti            | Comp               | Pres               | Reti               | Comp        | Pres        | Reti        | Pres   | Reti   |
| ------------------------- | ------------------------- | ------------------------- | ---------- | ---------- | --------------- | --------------- | --------------- | ------------------ | ------------------ | ------------------ | ----------- | ----------- | ----------- | ------ | ------ |
| 2016                      | Portland Timbers 2        | USL                       | 11         | 3          |                 | -               | -               |                    | -                  | -                  |             | -           | -           | 11     | 3      |
| 2017                      | Portland Timbers 2        | USL                       | 29         | 3          |                 | -               | -               |                    | -                  | -                  |             | -           | -           | 29     | 3      |
| 2018                      | Portland Timbers 2        | USL                       | 28         | 5          |                 | -               | -               |                    | -                  | -                  |             | -           | -           | 28     | 5      |
| Totale Portland Timbers 2 | Totale Portland Timbers 2 | Totale Portland Timbers 2 | 68         | 11         |                 | -               | -               |                    | -                  | -                  |             | -           | -           | 68     | 11     |
| 2019                      | LA Galaxy II              | USLC                      | 30         | 7          |                 | -               | -               |                    | -                  | -                  |             | -           | -           | 30     | 7      |
| 2020                      | LA Galaxy II              | USLC                      | 17         | 13         |                 | -               | -               |                    | -                  | -                  |             | -           | -           | 17     | 13     |
| 2021                      | LA Galaxy II              | USLC                      | 6          | 0          |                 | -               | -               |                    | -                  | -                  |             | -           | -           | 6      | 0      |
| Totale LA Galaxy II       | Totale LA Galaxy II       | Totale LA Galaxy II       | 53         | 20         |                 | -               | -               |                    | -                  | -                  |             | -           | -           | 53     | 20     |
| 2021                      | LA Galaxy                 | MLS                       | 7          | 0          | -               | -               | -               | -                  | -                  | -                  | -           | -           | -           | 7      | 0      |
| ago.-dic. 2021            | San Diego Loyal           | USLC                      | 13         | 6          | -               | -               | -               | -                  | -                  | -                  | -           | -           | -           | 13     | 6      |
| Totale carriera           | Totale carriera           | Totale carriera           | 141        | 37         |                 | -               | -               |                    | -                  | -                  |             | -           | -           | 141    | 37     |

### Cronologia presenze e reti in nazionale
| Cronologia completa delle presenze e delle reti in nazionale ― Sierra Leone | Cronologia completa delle presenze e delle reti in nazionale ― Sierra Leone | Cronologia completa delle presenze e delle reti in nazionale ― Sierra Leone | Cronologia completa delle presenze e delle reti in nazionale ― Sierra Leone | Cronologia completa delle presenze e delle reti in nazionale ― Sierra Leone | Cronologia completa delle presenze e delle reti in nazionale ― Sierra Leone | Cronologia completa delle presenze e delle reti in nazionale ― Sierra Leone | Cronologia completa delle presenze e delle reti in nazionale ― Sierra Leone |
| Data                                                                        | Città                                                                       | In casa                                                                     | Risultato                                                                   | Ospiti                                                                      | Competizione                                                                | Reti                                                                        | Note                                                                        |
| --------------------------------------------------------------------------- | --------------------------------------------------------------------------- | --------------------------------------------------------------------------- | --------------------------------------------------------------------------- | --------------------------------------------------------------------------- | --------------------------------------------------------------------------- | --------------------------------------------------------------------------- | --------------------------------------------------------------------------- |
| 15-6-2021                                                                   | Conakry                                                                     | Sierra Leone                                                                | 1 – 0                                                                       | Benin                                                                       | Qual. Coppa d'Africa 2021                                                   | -                                                                           | 55’                                                                         |
| 9-10-2021                                                                   | Bakau                                                                       | Gambia                                                                      | 1 – 2                                                                       | Sierra Leone                                                                | Amichevole                                                                  | -                                                                           | 73’                                                                         |
| 13-11-2021                                                                  | Sapanca                                                                     | Sierra Leone                                                                | 0 – 2                                                                       | Comore                                                                      | Amichevole                                                                  | -                                                                           | 73’                                                                         |
| 24-9-2022                                                                   | Johannesburg                                                                | Sudafrica                                                                   | 4 – 0                                                                       | Sierra Leone                                                                | Amichevole                                                                  | -                                                                           | 46’                                                                         |
| 27-9-2022                                                                   | Casablanca                                                                  | RD del Congo                                                                | 3 – 0                                                                       | Sierra Leone                                                                | Amichevole                                                                  | -                                                                           |                                                                             |
| 18-6-2023                                                                   | Monrovia                                                                    | Sierra Leone                                                                | 2 – 3                                                                       | Nigeria                                                                     | Qual. Coppa d'Africa 2023                                                   | -                                                                           |                                                                             |
| 11-9-2023                                                                   | Bissau                                                                      | Guinea-Bissau                                                               | 2 – 1                                                                       | Sierra Leone                                                                | Qual. Coppa d'Africa 2023                                                   | -                                                                           | 90+4’                                                                       |
| Totale                                                                      |                                                                             | Presenze                                                                    | 7                                                                           |                                                                             | Reti                                                                        | 0                                                                           |                                                                             |